# 极品飞车：地下狂飙2
《极品飞车：地下狂飙2》（又译作）是一款由美国艺电（EA）开发并发行的跨平台竞速游戏，于2004年发行，是极品飞车系列游戏之一，前作是《极品飞车：地下狂飙》。由艺电公司黑色盒子工作室（EA Black Box）开发。PSP版名称为《极品飞车：地下车会挑战》。
该游戏以街头竞速车辆调试为基础，延续了前作《极品飞车：地下狂飙》的故事。《极品飞车：地下狂飙2》提供了一些新特性，例如更大的改装范围、选择比赛的新方式、“探索”模式（即在游戏中的虚构城市“湾景市”（Bayview）中自由驾驶，如同《午夜俱乐部》系列）。

## 游戏设定

### 赛事
除了前代游戏《地下狂飙》中的绕圈赛、赛道赛、直线加速赛和飘移赛，《地下狂飙2》中还增加了4种新的竞赛模式，并取消了淘汰赛，不过单圈淘汰赛在非生涯模式中仍然存在。

#### 其他赛事
- 超越赛（Outrun）

是两辆车之间的玩家对玩家游戏模式，可以在职业模式期间自由漫游时触发。Outrun 还被用作分屏多人游戏的游戏模式。
Outrun 可以通过向自由漫游的对手发起决斗来触发。对手在小地图上显示为橙色箭头。可以通过在他们旁边或后面驾驶来挑战对手。
Outrun 的获胜者是超越对手并保持至少 1,000 英尺（300 米）领先优势的赛车手。由于没有固定的路线，两位赛车手都可以随心所欲地驾驶。如果玩家被对手超越，当差距超过 180 英尺（55 米）时，将显示一个突出对手的箭头。玩家赢得 100 或 250 积分会获得 100 或 250 积分奖励，并完成一定数量的超越将解锁赢得独特零件的机会。
- 快速竞赛选单

在快速竞赛中，玩家可以选择已经解开的地图和车辆进行选定的比赛。

### 地下竞速联赛（U.R.L.竞赛）
U.R.L.竞赛(Underground Racing League)是一系列在特定的市区外封闭赛道中进行的比赛，一般与五名对手进行一到三场比赛。两场及以上的比赛中有计分系统，每场比赛结束时会根据赛车手排名给出相应得分，最后的总得分最高者成为赢家。它的场地在赛车跑道或机场跑道。

### 性能测试
在赛车性能调试测试处，玩家还可以通过在专用赛道试驾来进一步测试赛车性能。玩家进入车库后通过性能测试选项进入。
游戏还加入了动态调试系统，玩家可以精细调整车辆某一方面，例如减震弹簧、前后齿轮比、空气动力学、制动bias、单胎抓地力，等等。还可通过动态测试提供的详细数据来测试设定，如0 – 60km/h加速时间、最大扭矩等。

### 改装系统
本作对车辆改装提出了更专业的要求。玩家可以自由调校速箱齿轮比、悬挂系统等。
游戏中的车辆定制比前代更为丰富。视觉定制扩展到前后保险杠、侧边裙、扰流板、发动机盖、排气管头、车门、车顶通风口、车轮（包括微调工具）、大灯和尾灯、后视镜和涂装。还可以添加Vinyl和decals、车用立体声音响（放大器和喇叭）、液压减震、氮气罐和车底霓虹灯。大部分视觉定制对车辆性能没有影响，例如音响系统可以装入行李箱，但除了视觉冲击外没有任何用处。不过外表的改动会影响车辆downforce，从而影响车辆性能和操控。
对车辆发动机、发动机控制单元（ECU）、变速箱、减震、轮胎、刹车的升级，以及加装氮气加速、涡轮增压，减轻车重，都能提高车辆性能。玩家既可通过升级包提高性能，也可根据性能分类升级各单独组件。

### 氮气加速
本作玩家可以用“NitrousMeter”氮气加速系统，除了正常的氮气回复速度，玩家亦可借助完成特技等快速回复氮气值。

### 在线模式
- 多人在线模式

PlayStation 2版的极品飞车：地下狂飙2拥有在线多人游戏功能（需宽带连接），Xbox版则为Xbox Live。EA的在线服务已停止运行，相关服务器于2007年全部下线。尽管如此，有该游戏的爱好者自行建4立了服务器进行联机。
- 局域网联机

极品飞车：地下狂飙2拥有在线多人游戏功能于2007年完全停止运行，但是玩家可以通过局域网与身边的人进行联机。

### 车辆
地下车会2是目前为止极品飞车系列中唯一提供三台SUV作为竞速车辆的游戏，而且SUV比其他车辆有更大的改装空间。游戏的PAL版和NTSC版各有共29种车辆，另外各版本有两台独有车型：PAL版为标致106和沃克斯豪尔Corsa，NTSC版的对应车型则是阿库拉RSX和本田思域。

## 情节

### 情节简介
在湾景市，莱恩在一次比赛后，收到一名神秘男子发来的挑战。他接受了，但先参加了萨曼莎为他准备的庆祝会。途中莱恩被暗算撞击，重伤昏迷。莱恩乘飞机到达，开走了瑞秋为他准备的日产350Z。莱恩忍不住进行了几场比赛，被瑞恩责怪迟来。在她的帮助下，瑞恩选择了他的第一辆车。之后，玩家赢了许多比赛，得到了很多赞助商的支持。尼基在比赛中被莱恩打败，投靠玩家阵营。瑞秋告诉玩家，卡莱布已经暗中拉拢了几乎全部湾景市的赞助。最终瑞恩赢了卡莱布领导的幽灵车队，并在决战中击败了卡莱布。
在极品飞车：最高通缉（极品飞车系列第9部，即NFS9）的开始，玩家从“地下车会”中的比赛镜头中进入石港市，则是两代游戏间的衔接。
剧情通过“漫画式图片”和视频在游戏中展示。

## 角色

### 主角（玩家操纵）
- 莱恩（Ryan）

主角是莱恩，由玩家操控。莱恩打败艾迪后，奥林匹克市成为头号车手，遭到卡莱布的暗算，受了重伤。在瑞秋，尼基的帮助下，他通过赢得比赛，赢取了赞助，并最终击败了卡莱布。

### 配角
- 瑞秋·泰勒（Rachel Teller）（Brooke Burke 饰）[4]

瑞秋是萨曼莎的密友，玩家的助手、顾问，兼职侦探。游戏中她通过短信告知玩家车辆解锁、部件升级、赞助资讯和竞速技巧。驾驶一台日产350Z。NFS9中也提到过她。她是进入游戏前安全告示动画的讲述人。
- 卡莱布·里斯（Caleb Reece）（David Palffy 饰）[5]

凯勒是撞毁玩家车辆的危险街头赛车手、The Wraiths团伙的首脑，控制着湾景市大部分地下竞速行当。他驾驶一辆庞蒂亚克GTO。NFS9中也提到过他。他是主角的对手。
- 尼基·莫里斯（Nikki Morris ）（Kelly Brook 饰）[6]

游戏中的小反派。车队的一名女成员，被玩家在一场URL比赛中击败后，加入玩家的阵营。她驾驶一辆改装过的福特野马GT。
- 萨曼莎（Samantha）（辛迪·约翰逊 饰；莎朗·亚历山大 配音）

她第一次出现在地下模式中玩家介绍事件之后的开场过场动画中。萨曼莎与玩家成为朋友，并介绍给奥林匹克城的街头赛车场景。这包括具有独特视觉升级奖励的特殊活动。
她开着一辆带有卡哇伊风格汽车涂装的淡蓝色本田思域 Si 。她的定制黑胶唱片可以在完成地下模式事件 #68 后解锁。玩家可以通过赚取 2,000,000风格点数来解锁她的 Civic 以在Quick Race模式中使用。
Eddie强迫玩家在事件 #78“交朋友容易，失去朋友”中挑战萨曼莎之前与他比赛。萨曼莎将在玩家获胜后破坏她的本田思域 Si，并在此过程中结束他们的友谊。她的车被交给了TJ，它的涂装迅速改变了更具侵略性的属性。

### 团体
- 赞助商

- 幽灵车队

### 背景音乐
- Rider On The Storm || 歌手：Snopp Dogg
- I Do - Edited || 歌手： Chingy
- Rush Hour || 歌手：Christopher Lawrence
- Back On A Mission || 歌手：CIRRUS
- Mind Killer || 歌手： Adam Freeland
- Crashing Foreign Cars || 歌手： Helmet
- The Death & Resurrection Show || 歌手：Killing Joke
- No W - Live || 歌手： Ministry
- Determined || 歌手： Mudvayne
- Nothing But You || 歌手 Paul Van Dyk, Cirrus
- In My Head || 歌手： Queens of the Stone Age
- Give It All | 歌手：Rise Against
- I Am Weightless || 歌手： Septembre
- Nobody || 歌手：Skindred
- Hard Ebm || 歌手： Sin

## 地图区划
- 简介

比起《地下狂飙》总长40km的赛道设定，《地下狂飙2》的赛道总长度增加到近200km，并分成5块街区。5块街区之间有道路互通，并且组成了一个完整的城市。看上去，整个城市和交通系统的设定，像是旧金山或是洛杉矶。尤其是游戏开头的短片写着“BAYVIEW”的山像极了洛杉矶的好莱坞。这个城市参照了各国的标志性建筑。

## 评价
游戏共售出900万份，还进入各平台的畅销游戏行列（PS2的Greatest Hits、Xbox的Platinum Hits和GameCube的Player's Choice）。
- 正面评价

游戏得到了正面评论。IGN称“这是一款令人印象深刻，有趣的游戏。更重要的是，它在深度、广度和多样性方面克服了它的缺点。”   雅虎称“世界是精致的，速度感令人眼花缭乱，定制可能会让你失去工作或女朋友。但是你仍然有布鲁克陪伴你。”
- 负面评价

参加特定比赛需驾驶很远距离，配音过于平淡，以及与赛车无关的企业广告的强力置入性行销（例如美国无线通信公司Cingular的标志在游戏中的信息收发系统和游戏中的大部分时间内显示在屏幕上）。GameCube版也因其不稳定的刷新率和较差的画质而受到批评。角色们使用的hip-hop俚语（如将钱称为“bank”），以及缺少警察也导致了批评。